# تجن‌جار سفلی
تجن‌جار سفلی ، روستایی است از توابع بخش مرکزی شهرستان آمل در استان مازندران ایران.

## جمعیت
این روستا در دهستان پایین‌خیابان لیتکوه قرار داشته و براساس آخرین سرشماری مرکز آمار ایران که در سال ۱۳۸۵ صورت گرفته، جمعیت آن ۶۳۹ نفر (۱۶۲ خانوار) بوده‌است.